# Prunus ssiori
Prunus ssiori är en rosväxtart som beskrevs av Friedrich Schmidt. Prunus ssiori ingår i släktet prunusar, och familjen rosväxter. Inga underarter finns listade i Catalogue of Life.